# Каркинитско-Северо-Крымский прогиб
Каркини́тско-Се́веро-Кры́мский проги́б — тектоническая структура 2-го порядка на юге Восточно-Европейской платформы. 

## Описание
Прогиб охватывает северную часть Присивашья, Равнинного Крыма (Центрально-Крымская равнина, Северо-Крымская низменность и Тарханкутская возвышенность) и прилегающую к нему акваторию северо-восточного шельфа Чёрного моря, включая Каркинитский залив. Его северная граница идёт условно по изогипсе поверхности кристаллического фундамента — 2500 м, с которой в плане приблизительно сходится область развития сокращённых мощностей мелово-палеогеновых отложений. Южным окончанием прогиба является склон Каламитско-Центральнокрымского мегаподножия и его акваториальное продолжение. 
Прогиб является глубокой депрессией субширотного протяжения, которая состоит из толщ (до 10—11 км) нижнемеловых терригенно-глинистых и вулканогенных, верхнемеловых-эоценовых глинисто-карбонатных и миоцен-плиоценовых карбонатно-глинистых образований.